# Шанън Лето
Шанън Лето (на английски: Shannon Leto) е американски музикант, роден в Боузър Сити, Луизиана.

## Кариера
Започва да свири на барабани от 1975 и свири в групата 30 Seconds to Mars, чийто вокалист е брат му Джаред Лето. Някои от любимите барабанисти на Шанън са Джон Бонъм, Роджър Тейлър, Стюарт Коупланд, Кейт Муун и Ник Мейсън, като той отбелязва, че са повлияли на неговия собствен стил. Известен е с наистина бързия си начин на свирене.

Той репетира с бандата по шест-седем часа на ден. В интервю от февруари 2006 Шанън казал: 
| „ | Многото репетиране ми помага с издръжливостта и прави свиренето ми по-прецизно. | “ |

Боб Езрин, който е помагал на бандата с продуцирането на първия им албум, е казвал за Лето, че е един от най-изобретателните барабанисти, с които е работил. 
| „ | Той не се задоволява само с добавянето на ритъм. Неговото свирене е неразделна част от записването на албумите. Той също е и много добър барабанист на живо, който е доста забавен за гледане, с присъствие и енергия, които са хипнотизиращи. | “ |

Лето описва музиката на бандата с грандиозността на Пинк Флойд и с енергията на Секс Пистълс. Също така той се влияе и от The Cure, първите два албума на Металика, Лед Цепелин, Куийн, Ху, The Police и Steely Dan. Шанън има и участие в няколко епизода на сериала Тъй нареченият мой живот с брат си Джаред, още преди фомрирането на 30 Seconds to Mars през март 1998 г.
Лето също се занимава с писане, фотография и абстрактно изкуство.
За барабаните си той използва чинели Sabian, палки Vater, барабани Sonor и кожи за барабаните на Remo. Барабаните му са декорирани със снимки на над 400 души от The Echelon.

## Дискография
30 Seconds To Mars
- 30 Secods To Mars – 2002
- A Beauiful Lie – 2005
- This Is War – 2009
- Love, Lust, Faith + Dreams – 2013

The Wondergirls
- Drop That Baby – 1999
- Let's Go All The Way – 1999